# Calliandra molinae
Calliandra molinae es una especie de plantas de la subfamilia Mimosoideae dentro de las leguminosas (Fabaceae).

## Descripción
Son arbustos o árboles pequeños, hasta 3 (–6) m de alto. Pinnas 2–3 pares; folíolos comúnmente 9–14 pares por pinna, oblongo-ovados, 5–10 mm de largo y 2–5 mm de ancho. Capítulos obconiformes, heteromorfos, pedúnculos axilares, flores subsésiles; cáliz campanulado, 3–4 mm de largo, glabro; corola más o menos tubular, 5–6 mm de largo, membranosa, pilosa; filamentos blancos en la base y rosados en la mitad distal, tubo estaminal inserto, excepto en la flor central. Fruto subleñoso, cortamente pubescente.

## Distribución y hábitat
Especie común, se encuentra en sitios rocosos o al borde de arroyos estacionales, en áreas de bosques de pinos, en ocasiones forma asociaciones casi puras,a una altitud de 1200–1260 m; en Nicaragua y Honduras (El Paraíso). Esta especie se distingue de las del resto del género esencialmente por su característica corteza suberosa. 

## Taxonomía
Calliandra molinae fue descrita por  Paul Carpenter Standley  y publicado en Ceiba 1(1): 39–40. 1950.
Etimología
Calliandra: nombre genérico derivado del griego kalli = "hermoso" y andros = "masculino", refiriéndose a sus estambres bellamente coloreados.